# Eduardo Quiles

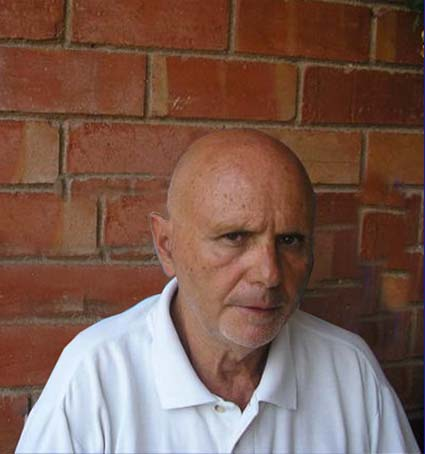
Eduardo Quiles

Eduardo Quiles (Valencia, 12 de abril de 1940) es un dramaturgo y narrador español.

## Biografía
Es autor de las novelas Las cenizas del tiempo (inspirada en el exilio republicano español) y El carnaval del relajo, que recoge su experiencia en América Latina. En 1987 fundó la revista Art Teatral especializada en escritura teatral contemporánea y en la obra breve. Quiles residió en la Ciudad de México desde 1972 hasta 1975 donde fue profesor de guiones en el Instituto Latinoamericano de la Comunicación Educativa (ILCE-UNESCO), escribió Felipe II, Freud y Juicio a don Quijote para el Canal 8 y ejerció el periodismo. En 1972 la BBC de Londres produjo en inglés su obra Insomnio. A partir de 1974, Modern International Drama difundió en inglés ocho de sus dramas más significativos. La Universidad de Nueva York produjo su obra The Employee. Quiles viajó por Europa y Estados Unidos, dirigiendo obras suyas y dando conferencias sobre su Teatro del personaje. En Nueva York estrenó El frigorífico (1987) El tálamo (1989), Una Ofelia sin Hamlet (1997), Elsa’s Goodbye (1996–1997), producida en Here Multi-Arts Center de Manhattan. En 1999 viajó de nuevo a Nueva York invitado por The Miranda Theatre para dirigir la ópera El adiós de Elsa, siendo a su vez autor del libreto. Ese mismo año se estrenó Una Ofelia sin Hamlet en Berlín como obra invitada en el marco del Congreso de Hispanistas Alemanes donde Quiles dio una conferencia en la Universidad de Berlín sobre su Teatro del personaje, estética teatral del autor y que resume 40 años de cultivar la escritura para el universo escénico. Posteriormente se editaron en Alemania en edición bilingüe alemán-español sus obras La navaja, El frigorífico y El adiós de Elsa.. En el 2001 apareció su libro "Teatro del personaje", Obra Escogida, 573 págs. editado en Madrid por la Asociación de Autores de Teatro. La marquesa de La Habana volvió a ser editada en Valencia por la Institució Alfons el Magnànim, Biblioteca d’Autors Teatrals, 2005.

## Obra
Una característica de Quiles es su riqueza de registros: cultiva el teatro, la novela, el cuento y la poesía. Incluso en una parcela de la creatividad teatral como es la minipieza, Quiles lleva largos años sumando títulos, siendo El manipulador maravilloso y Utópico de mi corazón fieles reflejos de ese principio minimalista donde menos es más, ejercicio que lo percibe a modo de laboratorio de investigación donde en ese microcosmos se dan cita elementos básicos de la arquitectura teatral escrita: idea, historia, creación del personaje, conflicto, teatralidad. Dramas en miniatura, síntesis dramatúrgica como la define el propio autor, de ahí que fundara en 1987 la revista Art Teatral. También su pasión por lo obra breve le abrió los caminos del relato corto; aquí cabría citar Un clarinetista en el barrio gótico y El café de los sueños, cuento premiado en Buenos Aires, 2009.
Respecto a su obra dramática es una síntesis entre el teatro clásico y el lenguaje de vanguardia y en donde el pilar del teatro de Quiles es la creación del personaje dramático, lección que extrajo del estudio de los clásicos, en especial de las tragedias griegas y del teatro isabelino, siendo en este caso obligado a citar la influencia de Sófocles y Shakespeare en su teatro. Que algunos dramas de Quiles tengan como protagonistas a personajes clásicos, por ejemplo Una Ofelia sin Hamlet supone, como han señalado algunos estudiosos de su obra, algo más que un pirueta del azar de la dramaturgia. Otra columna de su teatro es su instinto teatral, es decir, su sentido de la teatralidad. Por otro lado si abocó a cultivar diversos géneros de la narrativa y del teatro fue a causa de su idea del escritor integral. «Desde muy joven me di cuenta -dirá Quiles-, de que el dramaturgo solo tiene una herramienta para crear obras teatrales: el diálogo, de ahí la importancia del diálogo para el dramaturgo. De modo que la práctica teatral nos lleva al dominio del diálogo, pero no del arte de narrar, que es cosa de novelistas. Solo sería posible dominar diálogo y la narrativa si escribimos dramas y novelas a la par. El camino, pues, estaba marcado y transité y sigo por ambas vías en busca de esa utopía, quizá inalcanzable, del autor integral.

### Narrativa
- El carnaval del relajo (1981).
- Las cenizas del tiempo (2009).

### Narrativa Juvenil
- El hombre que quiso pintar el sol de negro
- El ordenador de mi tía la bruja

### Obra dramática
- Teatro del personaje, Obra escogida (Madrid, 2001).

Dos actos
- El que robó a mi mujer
- Velada de alunados con tango final
- La ira y el éxtasis
- La Marquesa de La Habana

Un acto:
- El frigorífico
- La navaja
- El tálamo
- El virtuoso de Times Square
- Una Ofelia sin Hamlet

### Ópera
- El adiós de Elsa (2002).

Trotapesquis (Premio Iberoamericano de Dramaturgia Infantil, 1995).